# Ahsan Dadashov
Ahsan Dadachov (en azéri : Əhsən Əliabbas oğlu Dadaşov ; né le 16 août 1924 à Bakou et mort le 30 mai 1976 à Bakou) est un joueur de târ azerbaïdjanais, Artiste émérite de la RSS d'Azerbaïdjan (1959).

## Biographie
Ahsan Aliabbas oghlu Dadashov est né le 16 août 1924 à Bakou. Il termine l'école secondaire n°22 de Bakou et en 1938, il est admis dans la classe de târ du Collège de musique d'État n°1 d'Azerbaïdjan (aujourd'hui École de musique Asaf Zeynally à Bakou). Ici, il prend des leçons auprès de Saïd Rustamov, Mirza Mansur Mansurov et Anvar Mansurov. Son père Aliabbas Dadashov est réprimé en 1937.
En 1940, il est admis à l'orchestre d'instruments folkloriques dirigé par Saïd Rustamov.
Mirza Mansur Mansurov, qui étant le professeur de mugham d'Ahsan Dadashov dans l'art de la performance târ, maîtrise profondément les caractéristiques des performances de mugham classiques d'Anvar Mansurov et les développe.
Il  enregistre sur bande Rast, Orta Mahur, Shur, Zabul-Segah, Humayun, Vilayati-Dilkech, Tchahargah, Bayati-Chiraz, etc.. Les mughams constituent le fonds d'or de la Société de radiodiffusion azerbaïdjanaise.
En 1960, Ahsan Dadachov crée un ensemble d'instruments folkloriques sous la direction d'AzTRV et en est le directeur artistique jusqu'à la fin de sa vie. Actuellement, l'ensemble d'instruments folkloriques "Khatira" porte le nom d'Ahsan Dadashov. Ahsan Dadashov était le professeur d'art de nombreux artistes.